# Dowód rzeczowy nr 2
Dowód rzeczowy nr 2 – piąty studyjny album polskiego rapera Piha. Jest jednocześnie kontynuacją albumu wydanego w 2010 roku pt. Dowód rzeczowy nr 1. Został wydany 9 grudnia 2011 roku nakładem wytwórni Step Records.
Za produkcję muzyczną odpowiadają: DNA, The Returners, DJ Creon, Matheo, RX, David Gutjar, uRban, Teka i Chmurok oraz Pawbeats, który już wcześniej pracował z Piechockim przy poprzednim albumie. Gościnnie występują Miodu, Nullo, Szad, Pork z Trzeciego Wymiaru i Słoń, Ero oraz Dono. Na płycie zabrakło utworu z Chadą i Mesem pt. „Mordo mordo”. Powodem tego była choroba Chady i krótki termin dostarczenia wokali.
Album był promowany teledyskiem do utworu „MC (Majk czeka)”. 7 listopada 2011 roku ukazał się trailer klipu do singla „To coś więcej niż rap”, natomiast 10 dni później, 17 listopada ukazał się pełne wideo. Kolejnymi teledyskami były: „Chłopaczyna z bloków” i „Biegnij, nie oglądaj się”.
Nagrania dotarły do 11. miejsca listy OLiS. 8 lutego 2012 roku album uzyskał certyfikat złotej płyty.

## Lista utworów
Opracowano na podstawie źródła.
1. „Fetus In Fetu (Autoportret)” (prod. The Returners)[A]
2. „Słowo Boże” (prod. uRban)[B]
3. „MC (Majk czeka)” (prod. DJ Creon)
4. „Seks w wielkim mieście” (prod. Chmurok)
5. „Każdy chłopaczyna z bloków” (prod. David Gutjar)
6. „To coś więcej niż rap” (prod. The Returners)[C]
7. „Moja mama mi mówiła” (prod. David Gutjar)
8. „Wiatr” (gość. Trzeci Wymiar; prod. DJ Creon)
9. „Radio Killa (66.6 FM)” (gość. Słoń, Dono, Ero; prod. RX)
10. „Czas patriotów” (prod. Teka)
11. „Hajsy ponad kurwy (HPK)” (prod. DNA)
12. „Spóźnieni kochankowie” (prod. DNA)
13. „Autostradą donikąd” (gość. Miodu; prod. DJ Creon)
14. „O 1 drink za dużo” (prod. DNA & Pawbeats)
15. „Biegnij, nie oglądaj się...” (prod. DNA & Pawbeats)
16. „Powrócisz” (prod. Matheo)[D]

Notatki
- A^ W utworze wykorzystano sample z piosenki „Szeptem malowane” w wykonaniu Jerzego Połomskiego[12].
- B^ W utworze wykorzystano sample z piosenki „Dance of Curse” w wykonaniu Yoko Kanno[12].
- C^ W utworze wykorzystano sample z piosenki „Smiling Faces Sometimes” w wykonaniu zespołu The Undisputed Truth[12].
- D^ W utworze wykorzystano sample z piosenki „Powrócisz tu” w wykonaniu Ireny Santor[12].